# Martin Routh

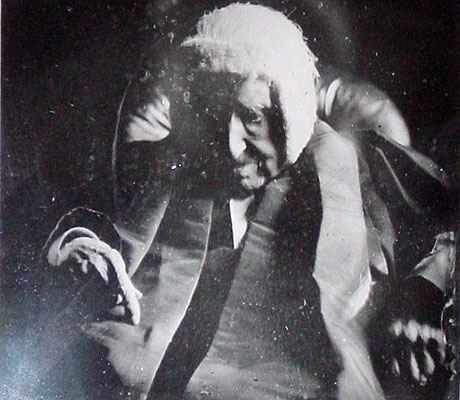
Martin Routh in den 1840er Jahren

Martin Joseph Routh (* 18. September 1755 in South Elmham, Suffolk; † 22. Dezember 1854) war ein englischer Gelehrter, Theologe und 63 Jahre lang Präsident des Magdalen College der University of Oxford. Er befasste sich insbesondere mit den Kirchenvätern.

## Leben
Rouths Vater war Rektor von South Elmham. Martin war das älteste von 13 Kindern. Ab 1770 studierte er am Queen’s College in Oxford, wechselte aber schon ein Jahr später ans Magdalen College mit dem Abschluss 1774. Routh wurde 1775 Fellow des Magdalen College. Er wurde 1777 Diakon (Deacon), ließ aber über 30 Jahre verstreichen, bevor er 1810 zum Priester geweiht wurde anlässlich seiner Ernennung zum Rektor in Tilehurst bei Reading, wo er später regelmäßig die Universitätsferien verbrachte. Als Grund gab er seine Beschäftigung mit seinem Hauptwerk Reliquae sacrae an. 1781 wurde er Tutor von Edward South Thurlow, der aus einer einflussreichen Familie kam. 1781 wurde er Bibliothekar an seinem College, 1784/85 Junior Dean of Arts und 1786 Bursar seines College. 1785 wurde er Senior Proctor der Universität Oxford. 1791 wurde er Präsident des Magdalen College in Oxford, was er bis 1854 blieb. Höhere Ämter an der Universität oder in der Kirche strebte er nicht an.
Die ersten beiden Bände seines Hauptwerks über die Schriften der weniger bekannten Kirchenväter des 2. und 3. Jahrhunderts (Reliquae sacrae) erschienen 1814, zwei weitere Bände 1815 und 1818. 1848 gab er eine überarbeitete Ausgabe mit einem zusätzlichen Band heraus. Er war bis zu seinem Tod aktiv und publizierte noch 1848, insgesamt über einen Zeitraum von 70 Jahren.
Seine Schwester führte ihm bis zu ihrer Heirat den Haushalt. Er heiratete 1820 die 35 Jahre jüngere Eliza Agnes Balgrave (1790–1869). Die Ehe war glücklich. Er soll der letzte gewesen sein, der in Oxford eine Perücke (Wig) trug und er trug auch stets seine Soutane.
Routh gab das Geschichtswerk von Bischof Gilbert Burnet heraus (History of my own time) und veröffentlichte 1784 eine Ausgabe von Euthydemos und Gorgias von Platon.
Routh war ein eifriger Büchersammler und hinterließ bei seinem Tod eine Bibliothek von 16.000 Bänden (davon 200, die nicht in der Bodleian Library waren). Er bot sie dem Queen’s College an unter der Bedingung, sie bis zu seinem Tod weiter nutzen zu können. Als dieses sich weigerte, vermachte er seine Bibliothek der University of Durham.
1783 riet er einer Gesandtschaft der amerikanischen anglikanischen Kirche, die noch keine eigenen Bischöfe hatte, die bischöfliche Sukzession nicht von der dänischen lutherischen Kirche, sondern von der schottischen Episkopalkirche zu erbitten. Bis dahin mussten Priester für die Ausbildung und Weihe nach England kommen, was sich als großes Hindernis erwies (viele kehrten nicht zurück oder starben). Bischofsweihen durch Bischöfe der Church of England kamen nicht in Frage, weil dort jeder Weihekandidat den Eid auf die kirchliche Suprematie des Königs von England leisten musste. 1784 wurde dann Samuel Seabury aus Connecticut durch den Bischof von Aberdeen zum Bischof geweiht.
Er stand in gutem Verhältnis zu John Henry Newman, der sein Buch Lectures on the Prophetical Office of the Church (1837) ihm widmete als der Person, die einer vergesslichen Generation die Theologie ihrer Väter beibrachte.

## Schriften (Auswahl)
- Reliquae sacrae sive auctorum fere jam perditorum secundi tertiique seculi post Christum natum quæ supersunt, 4 Bände, Oxford 1814, 1815, 1818, 2. Auflage 1848 (5 Bände), Band 1, Band 2, Band 3, Band 4, Band 5, Archive
- Scriptorum Ecclesiasticorum Opuscula praecipua quaedam, 2 Bände, Oxford 1832, 2. Auflage 1840, Band 1, Band 2
- Platonis Euthydemus et Gorgias, Oxford 1784, Archive